# Jean Follett
Jean Frances Follett (* 5. Juni 1917 in St. Paul, Minnesota; † 6. Juli 1990 in Minneapolis, Minnesota) war eine US-amerikanische Malerin und Bildhauerin. Sie war eine Pionierin der Assemblage und eine der ersten amerikanischen Künstlerinnen, die in den 1950er Jahren Skulpturen aus Metallabfällen schuf.

## Leben
Jean Follett wurde 1917 in St. Paul, Minnesota, geboren. Sie studierte an der St. Paul Gallery and School of Art, bevor sie 1946 nach New York zog. In New York studierte sie bei Hans Hofmann und war Gründungsmitglied der Hansa Gallery in New York. Jean Follett nahm an Gruppenausstellungen im Contemporary Arts Museum in Houston, Texas, teil, darunter Irons in the Fire: An Exhibition of Metal Sculpture (1957) und Neo-Dada: Redefining Art 1958–1962 (1995). 1962 kehrte sie nach Minnesota zurück, nachdem ein Brand in ihrem Atelier einen Großteil ihrer Arbeiten zerstört hatte. Werke von Jean Follett befinden sich im American College of Greece – ACG Art und im MIT List Visual Arts Center, Cambridge, Massachusetts und anderen amerikanischen Museen.

## Werk
Follett verwendete Industrieabfälle und schwarze Farbe, die sie mit Erde, Steinen, Schnüren, Werkzeuge, Maschinenteile und Nägel einbettete. Obwohl sie sich selbst als Malerin bezeichnete, wurden ihre Werke in den 1950er Jahren in Skulpturenausstellungen gezeigt.